# 디트마어 다너
디트마어 다너(독일어: Dietmar Danner, 1950년 11월 29일, 바덴-뷔르템베르크 주 만하임 ~)는 독일의 전 프로 축구 선수이다.

## 클럽 경력
다너는 현역 시절 대부분을 보냈던 묀헨글라트바흐 소속으로 독일 분데스리가를 3번 우승했고, DFB-포칼 1회, UEFA컵 2회 우승도 거두었다.
다너는 묀헨글라트바흐의 전성기를 장식했던 선수로, 귄터 네처, 라이너 본호프, 울리 슈틸리케, 베르티 포크츠, 알란 시몬센, 헤르베르트 비머, 그리고 유프 하인케스와 동행했다. 다너는 적극적이고, 공격적인 전술에 특화된 만능형 선수이다. 그는 소속 구단과 국가대표팀에서 활발히 활약했지만 1976년에 당한 부상으로 더 이상 예전의 활약을 보이지 못했다. 다너는 부상을 당한 이래 온전히 회복하지 못했고, 49번의 경기에 더 출전하는데 그쳤는데, 이 중 샬케 04에서 19번의 경기에 출전했다.

## 국가대표팀 경력
그는 1973년부터 1976년까지 서독 국가대표팀 경기에 6번 출전했다. 그는 서독이 우승한 1974년 월드컵 최종 명단에 들지 못했지만, 유로 1976 명단에는 들었다.

## 수상
서독
- 유럽 선수권 대회:  1976

묀헨글라트바흐
- 유러피언컵 준우승: 1976–77
- UEFA컵
  - 우승: 1974–75, 1978–79
  - 준우승: 1972–73, 1979–80
- 분데스리가
  - 우승: 1974–75, 1975–76, 1976–77
  - 준우승: 1973–74, 1977–78
- DFB-포칼: 1972–73